# Петер Йозеф Ленне
Петер Йозеф Ленне (нім. Peter Joseph Lenné; 29 вересня 1789, Бонн — 23 січня 1866, Потсдам) — прусський садовий художник і ландшафтний архітектор епохи класицизму, що зробив визначальний вплив на розвиток садового мистецтва в Німеччині першої половини XIX століття.

## Життєпис
Походив з родини придворних садівників. Навчався садово-паркового мистецтва і вивчав принципи архітектури в Парижі. У 1816 отримав посаду садового інженера в Потсдамі та через шість років призначений директором королівських парків у Берліні.
Створив тип відкритого пейзажного парку з просторими луками, групами дерев, ритмічної горбистості, в якому органічно поєднувалися ландшафтні та геоботанічні особливості терену з архітектурними рішеннями.
Талант Ленне знайшов застосування в оформленні численних парків і площ Берліна і Бранденбургу (від Пфауенінзеля до Вердера). Також спроєктував Ландвер-канал, прокладений паралельно Шпрее.